# Wexford Football Club
El Wexford Football Club es un club de fútbol de Irlanda, con sede en Crossabeg, Condado de Wexford. Fue fundado en 2007 y compite en la Primera División, segunda categoría del fútbol irlandés.

## Historia
Fue fundado en el año 2007 en la ciudad de Wexford con el nombre Wexford Youths por Mick Wallace y debutaron esa misma temporada luego de recibir la licencia de competición por parte de la Asociación Irlandesa de Fútbol. tomaron el lugar del Dublin City FC luego de que el equipo de la capital se declarara en bancarrota al terminar la temporada 2006, por lo que fueron admitidos en la máxima categoría junto al Limerick 37 FC.
El primer partido del club fue ante el Monaghan United FC el 9 de marzo de 2007 y terminó con empate 2-2, y Conor Sinnott anotó el primer gol en la historia del club. Su primer partido de local fue ante el Cobh Ramblers FC en 18 de marzo de 2007 y terminó con victoria de 1-0, gol de Tom Elmes. Su primer partido en la Copa de la Liga de Irlanda fue ante el Waterford United FC, sus rivales locales, con derrota de 0-3; y su primer partido en la Copa de Irlanda fue el 15 de junio de 2007 ante el Limerick 37 FC, el otro debutante de la temporada, y terminó con empate 1-1, pero en el partido de desempate perdieron 0-1. En su temporada inaugural terminaron en 9.º lugar, 5 puntos arriba del descenso.
Al iniciar la temporada 2017 el club cambia su nombre por el de Wexford Football Club al igual que su escudo y colores, los cuales son similares a los del Torino FC de Italia debido a que su fundador y presidente es aficionado del club italiano.

## Palmarés

### Torneos nacionales
- Primera División de Irlanda (1): 2015